# اوتوکی (استان اوپوله)
اوتوکی (به لهستانی:  Otoki) یک روستا در لهستان است که در گمینا بیاوا (استان اوپوله) واقع شده‌است.